# Noelia Cervero
Noelia Cervero Sánchez (Soria) es una arquitecta e investigadora española especializada en dibujo arquitectónico y vivienda moderna. Es Profesora Titular en el Departamento de Arquitectura de la Universidad de Zaragoza y miembro del Instituto Universitario de Investigación en Patrimonio y Humanidades (IPH) de la Universidad de Zaragoza. 

## Trayectoria
Cervero Sánchez es arquitecta por la Universidad de Valladolid, continuó su formación con un máster en la Universidad de Zaragoza donde se doctoró con la lectura en 2016 de la tesis de título La vivienda protegida de promoción pública en España (1939-1976), estado e intervención, metodología gráfica de análisis.
Compagina su actividad profesional, investigadora y docente. Como arquitecta, desde 2005 ha trabajado en diversos estudios de arquitectura en el desarrollo de proyectos y ejecución de obras. Como investigadora, tiene como principales líneas de trabajo la representación gráfica arquitectónica, la vivienda, la rehabilitación de vivienda protegida, y el patrimonio arquitectónico del siglo XX. Como docente, desde 2011 es profesora en el Área de Expresión Gráfica Arquitectónica del Departamento de Arquitectura de la Universidad de Zaragoza.
En su faceta investigadora, ha publicado numerosos artículos, comunicaciones y libros en los que el dibujo arquitectónico se convierte en objeto de estudio o en medio para el análisis de la vivienda moderna y su entorno urbano. Algunos de sus libros estudian los barrios residenciales construidos en ciudades españolas durante el siglo XX, sobre todo en la época posterior a la Guerra Civil y hasta finales de los años 1970. Es autora de los libros Atlas tipológico. Vivienda pública en Zaragoza y Las huellas de la vivienda protegida en Zaragoza. 1939-1959.

## Publicaciones seleccionadas
- 2017 Las huellas de la vivienda protegida en Zaragoza, 1939-1959 Editor: Rolde de estudios aragoneses, ISBN: 978-84-92582-95-2[5]
- 2017 La rehabilitación urbana del Poblado Dirigido de Caño Roto (Madrid). Ciudad y territorio : Estudios territoriales, ISSN: 1133-4762, Nº 194[6]
- 2020 Remodelación urbana del Poblado dirigido de Orcasitas, evaluación gráfica de la intervención. Cuadernos de Vivienda y Urbanismo, ISSN: 2145-0226, Vol. 13, Nº 0[7]
- 2022 Atlas tipológico. Vivienda pública en Zaragoza Editor: Prensas de la Universidad de Zaragoza, ISBN 978-84-1340-582-7[8]